# Kayra Sayit
Kayra Ozdemir, de son nom complet Kayra Almira Sayıt Ozdemir, née Ketty Mathé le 13 février 1988 à Fort-de-France (en Martinique) est une judoka franco-turque. Concourant d'abord pour la France, elle représente la Turquie après son mariage en 2015.
Elle est championne d'Europe en 2016 dans la catégorie des plus de 78 kg, lourds. Elle remporte la médaille de bronze des championnats  du monde 2018.

## Biographie
Elle porte les couleurs de la France au début de sa carrière. En 2008, elle est championne de France seniors, médaillée d'argent aux Mondiaux juniors et médaillée de bronze au Tournoi de Paris. En janvier 2009, elle est suspendue deux ans après avoir été contrôlée positive au cannabis en récidive,. 
En 2011, alors qu'elle est licenciée à Villemomble, en région parisienne, après avoir été formée à Saint-Brieuc, en Bretagne, elle remporte une médaille d'argent en Coupe du monde à Prague.
Après son mariage en février 2015, elle change alors de nom pour Kayra Almira Sayıt épouse Ozdemir, et commence à concourir pour la Turquie après l'acquisition de la nationalité turque[Quand ?].
En 2016, elle remporte la médaille d'or au Grand prix de Tbilissi puis aux championnats d'Europe de Kazan en Russie. Lors du tournoi des Jeux olympiques de Rio elle termine cinquième, battue par la Chinoise Yu Song en quarts de finale, et par la Japonaise Kanae Yamabe en finale de repêchage. Lors des derniers Championnats du monde à Budapest en 2017, elle se classe cinquième.
Elle est médaillée d'or en plus de 78 kg aux Jeux méditerranéens de 2018. La même année, lors des Championnats du monde à Bakou, elle remporte la médaille de bronze. Elle remporte la médaille d'or aux Championnats d'Europe de judo 2021, battant en finale de la catégorie des plus de 78 kg la Française Léa Fontaine.
En juillet 2021, lors des Jeux Olympiques de Tokyo 2020, elle perd le combat pour la médaille de bronze par ippon face à la judokate française Romane Dicko.

## Palmarès

### Compétitions internationales
| Année | Compétition           | Lieu      | Résultat | Catégorie         |
| ----- | --------------------- | --------- | -------- | ----------------- |
| 2007  | Championnats d'Europe | Kazan     | 3e       | Toutes catégories |
| 2016  | Championnats d'Europe | Kazan     | 1re      | Plus de 78 kg     |
| 2018  | Jeux méditerranéens   | Tarragone | 1re      | Plus de 78 kg     |
| 2018  | Championnats du monde | Bakou     | 3e       | Plus de 78 kg     |
| 2019  | Championnats du monde | Tokyo     | 3e       | Plus de 78 kg     |
| 2021  | Championnats d'Europe | Lisbonne  | 1re      | Plus de 78 kg     |
| 2022  | Jeux méditerranéens   | Oran      | 1re      | Plus de 78 kg     |
| 2024  | Championnats d'Europe | Zagreb    | 3e       | Plus de 78 kg     |
| 2024  | Championnats du monde | Abou Dabi | 2e       | Plus de 78 kg     |

### Masters mondial, Tournois Grand Chelem et Grand Prix
| Année | Compétition     | Lieu      | Résultat | Catégorie     |
| ----- | --------------- | --------- | -------- | ------------- |
| 2011  | Grand Prix      | Abu Dhabi | 2e       | Plus de 78 kg |
| 2015  | Grand Prix      | Budapest  | 1re      | Plus de 78 kg |
| 2015  | Grand Prix      | Tashkent  | 3e       | Plus de 78 kg |
| 2016  | Grand Prix      | Tbilissi  | 1re      | Plus de 78 kg |
| 2016  | Grand Prix      | Almaty    | 2e       | Plus de 78 kg |
| 2017  | Grand Prix      | Bakou     | 2e       | Plus de 78 kg |
| 2017  | Grand Prix      | Antalya   | 1re      | Plus de 78 kg |
| 2019  | Grand Prix      | Marrakech | 1re      | Plus de 78 kg |
| 2019  | Grand Prix      | Antalya   | 3e       | Plus de 78 kg |
| 2020  | Grand Chelem    | Antalya   | 1re      | Plus de 78 kg |
| 2021  | Masters mondial | Doha      | 3e       | Plus de 78 kg |
| 2023  | Grand Chelem    | Tel Aviv  | 2e       | Plus de 78 kg |
| 2023  | Grand Chelem    | Antalya   | 1re      | Plus de 78 kg |
| 2023  | Grand Prix      | Zagreb    | 1re      | Plus de 78 kg |
| 2024  | Grand Chelem    | Paris     | 2e       | Plus de 78 kg |
| 2024  | Grand Chelem    | Antalya   | 3e       | Plus de 78 kg |